# Base aérea de Lajes

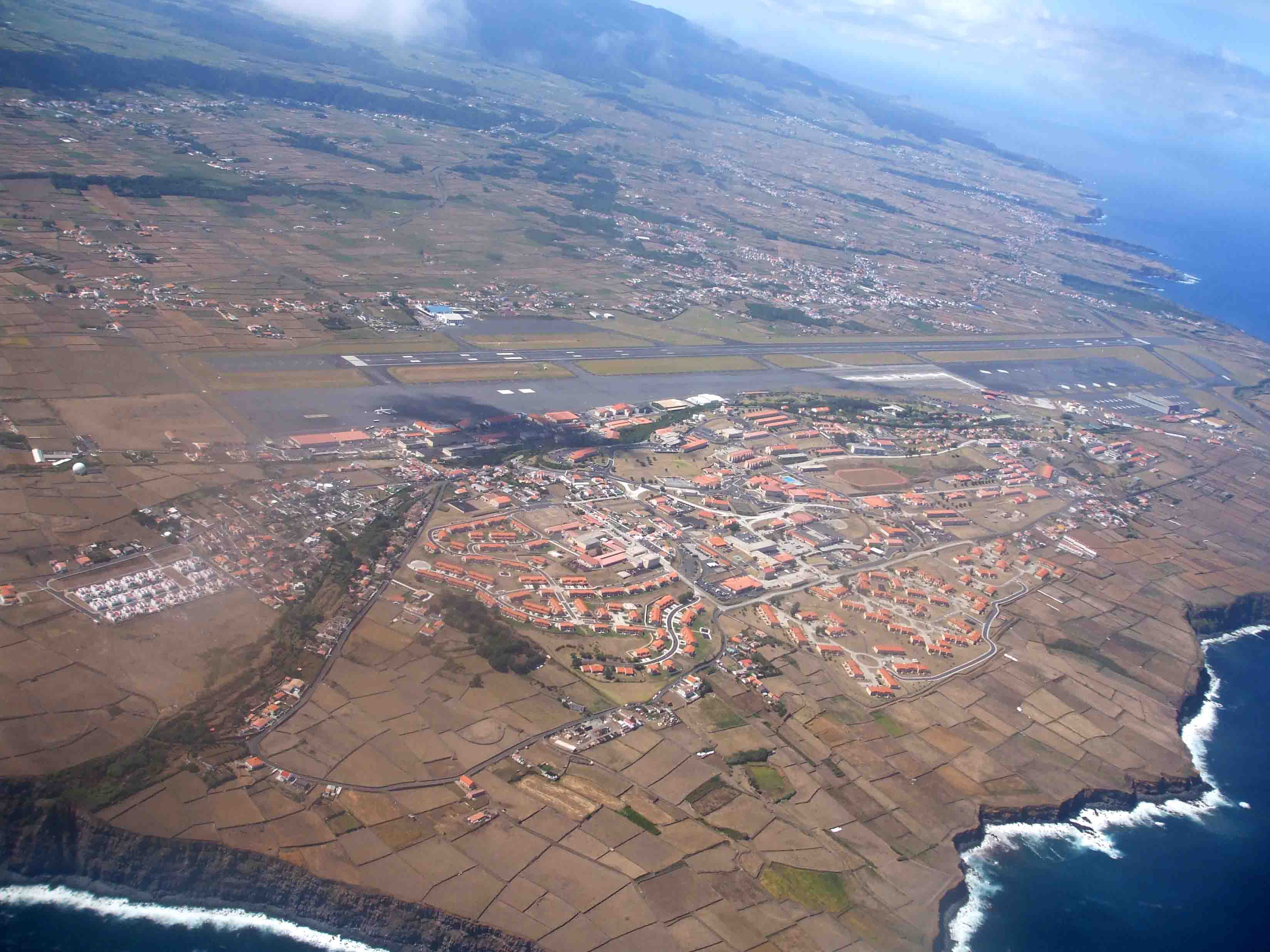
Vista aérea parcial de la Base de Lajes en 2007.

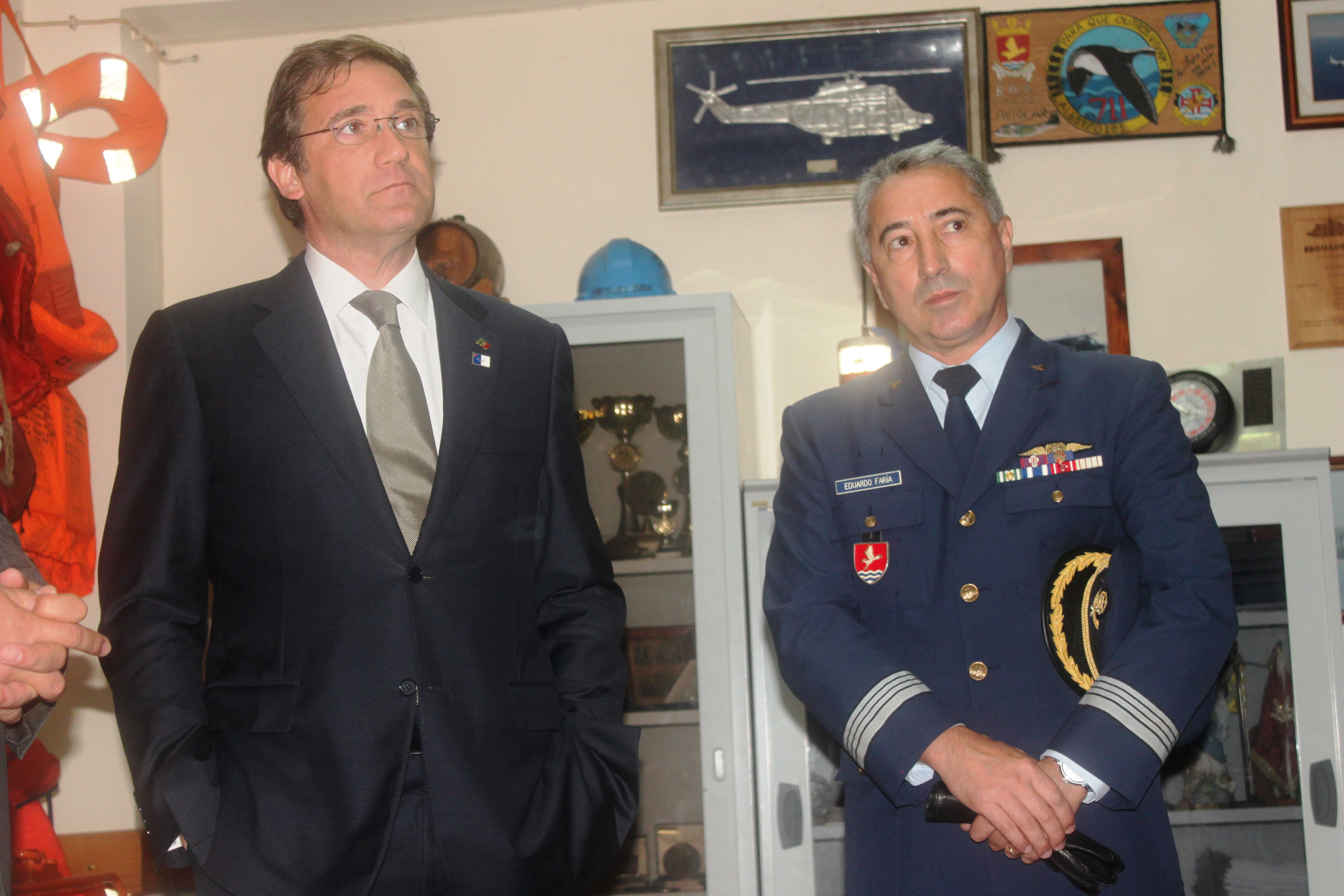
Pedro Pasos Coelho en una visita oficial a la Base Aérea de Lajes, en 2014, al lado del entonces comandante de la BA4, el coronel Faria.

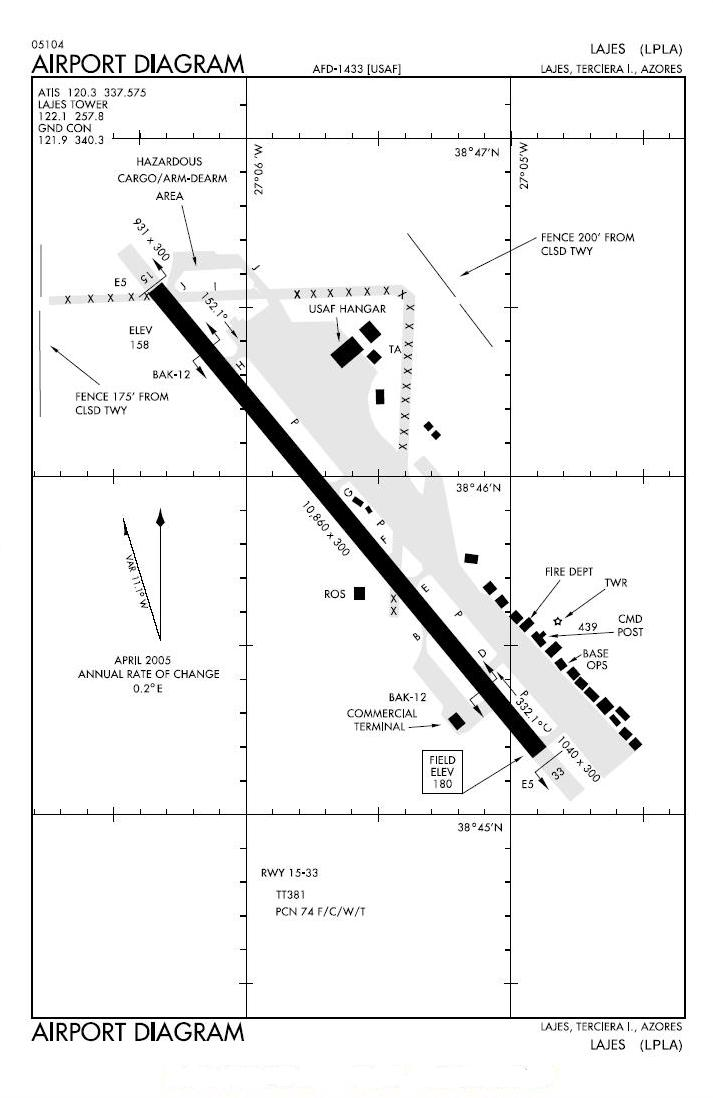
Base Aérea de Lajes: diagrama.

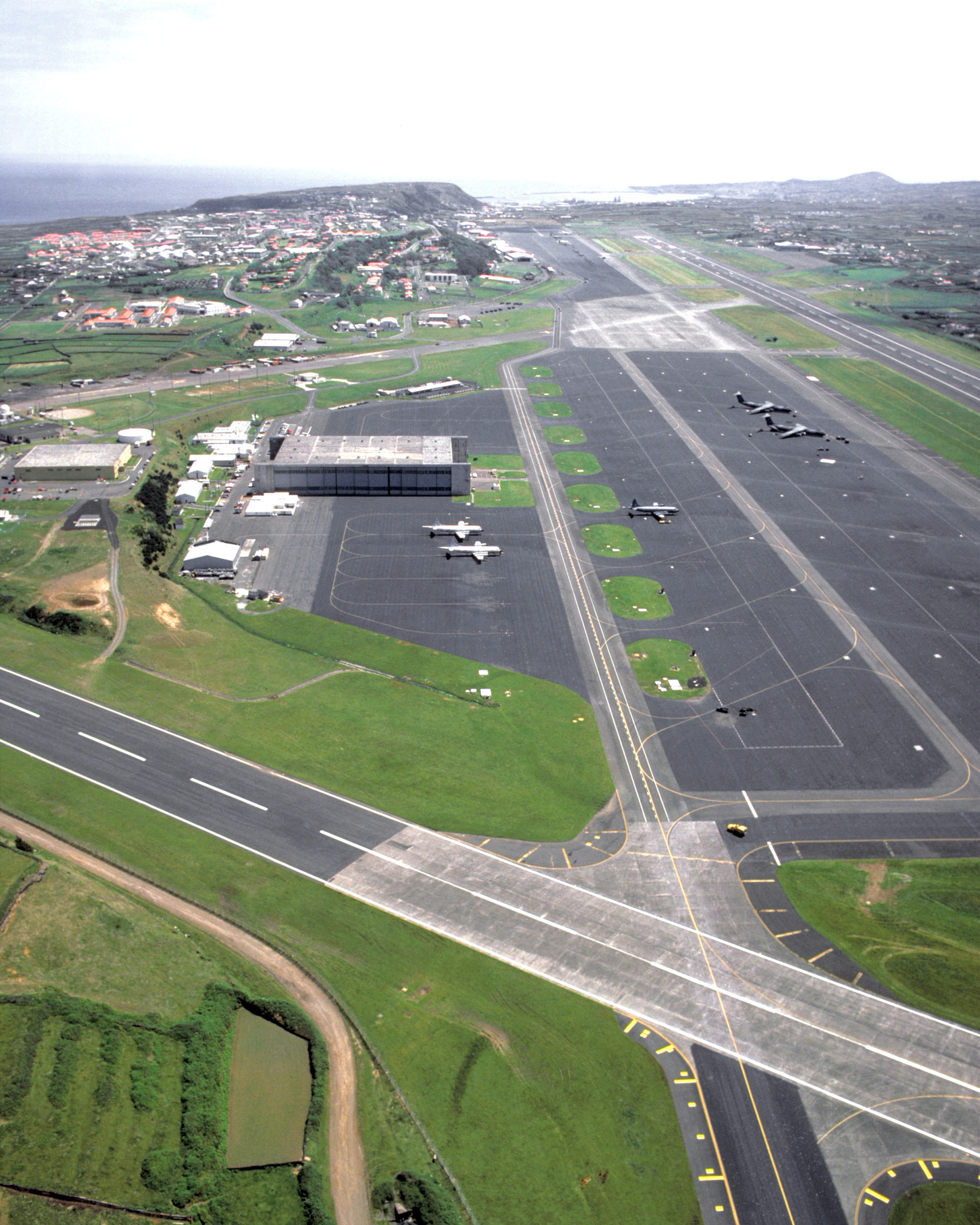
Vista aérea de la base de las lajas (1989). Es posible ver aviones de carga de la Fuerza Aérea de Estados Unidos y aviones de patrulla antisubmarina de la FAP.

Primordios de la BA4, entre 1945 y 1950.

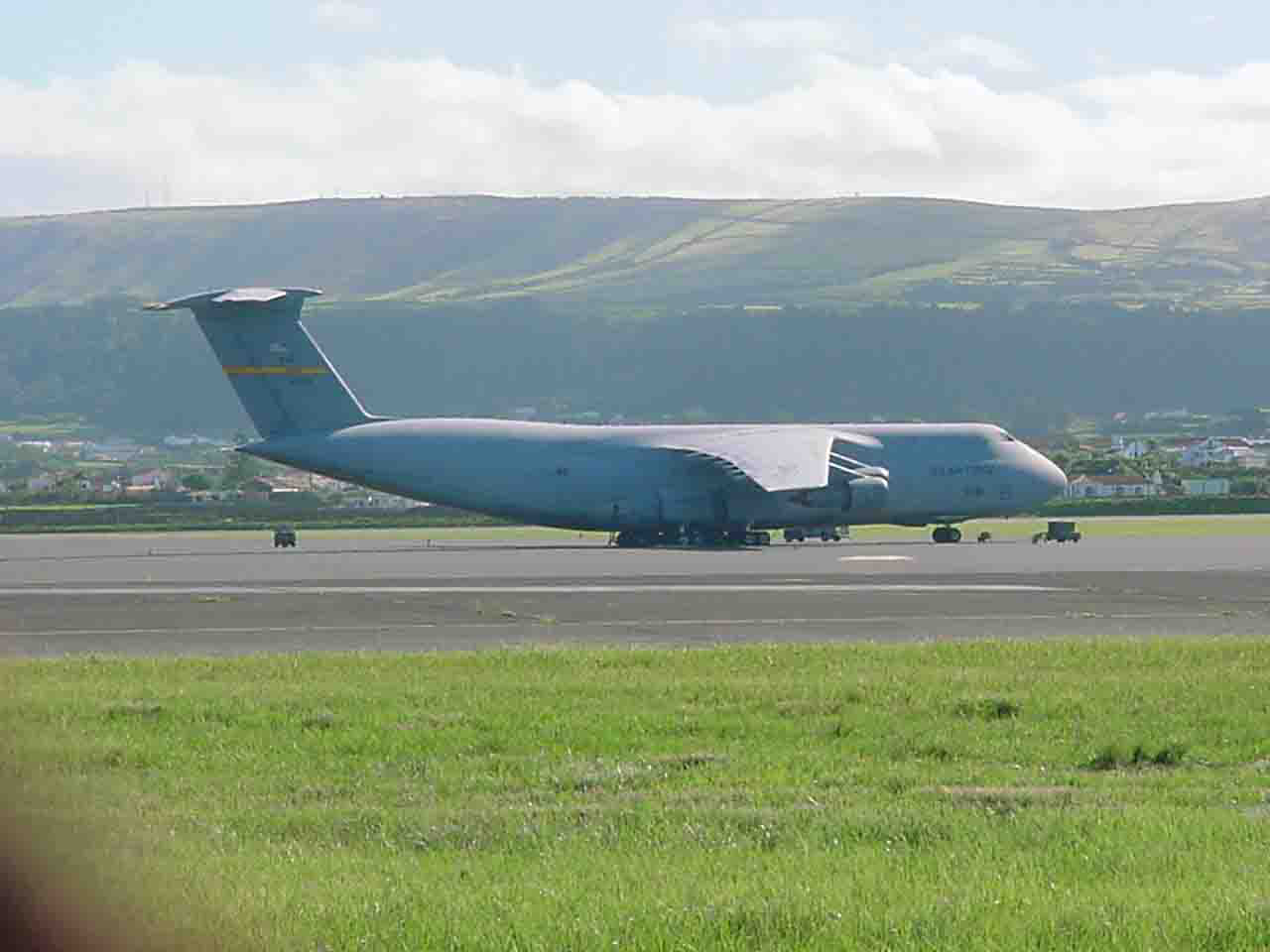
C-5 Galaxy de la Fuerza Aérea de Estados Unidos estacionado en la Base de los Lajes.

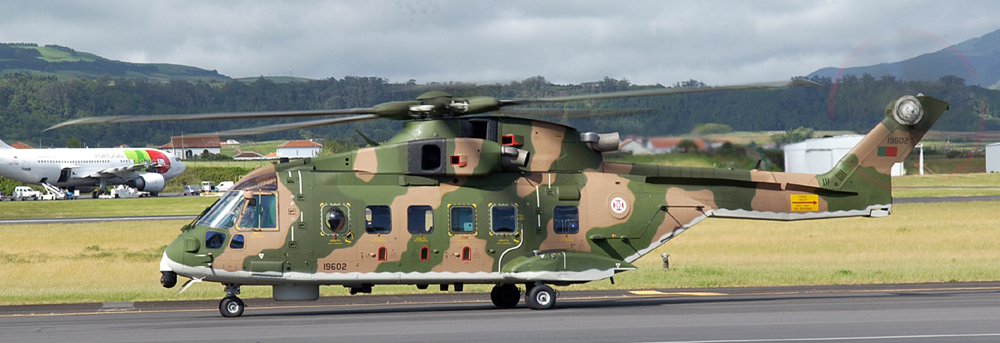
AgustaWestland EH101 ("Merlin") en los colores de la FAP.

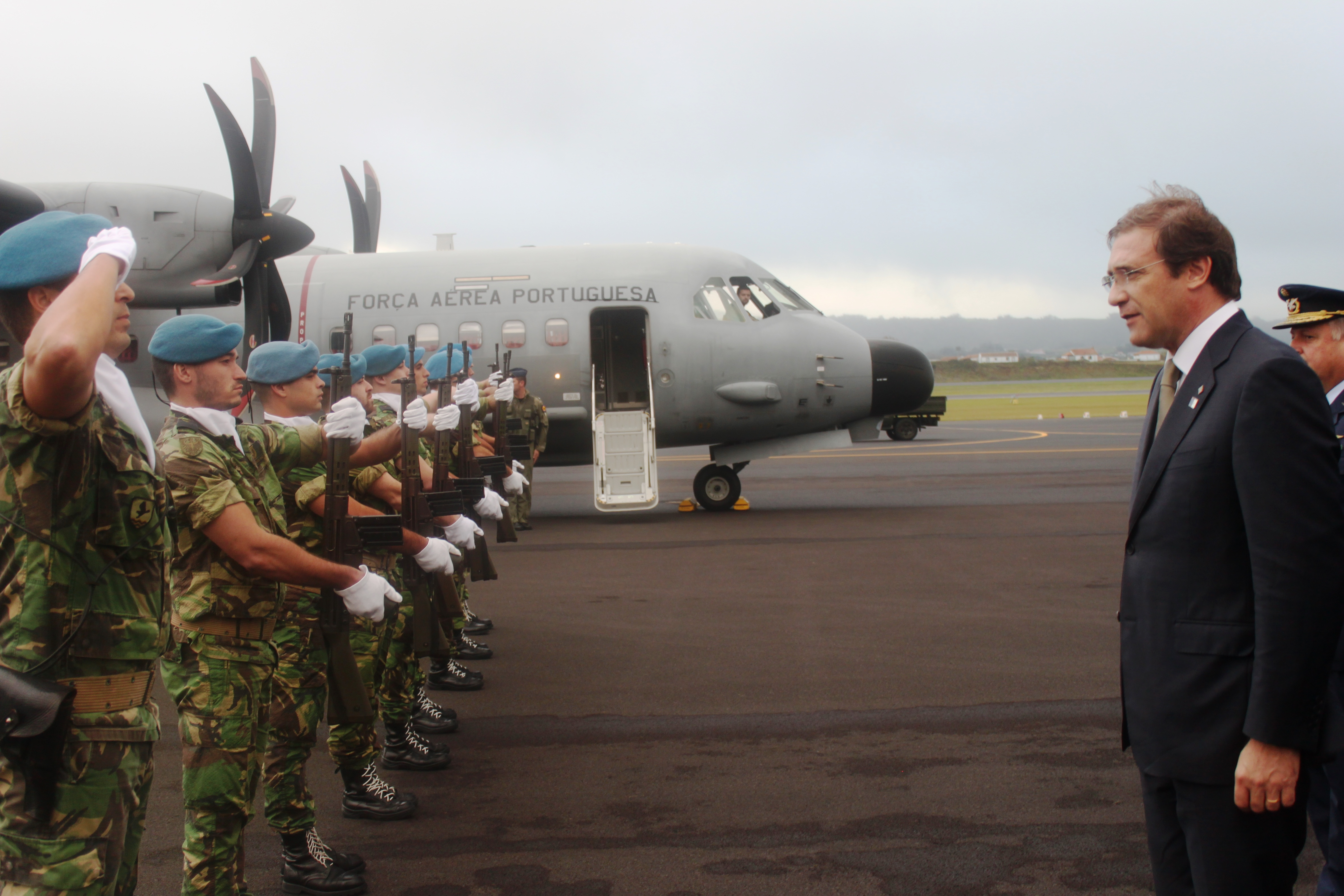
Primer Ministro portugués, que se recibirá en el párrafo 4 Base Aérea por una sección de la Policía Aérea.

La base aérea de Lajes, MHIH, designada oficialmente como Base Aérea N.º 4 (BA4), es una infraestructura aeronáutica de la Fuerza Aérea Portuguesa. Está subordinada al Comando de la Zona Aérea de las Azores.
Se localiza en la vila de Lajes, en el municipio de la Playa de la Victoria, en la parte nordeste de la isla Tercera, en Azores. Se distribuye en cerca de 10 km², en la parte céntrica de la llanura del Ramo Grande y en buena parte de la encosta de la sierra de Santiago, con pistas de aterrizaje y áreas de aparcamiento. Tiene aún anexo lo moje norte del puerto de la Playa de la Victoria (Puerto Milite), al cual está conectada por una carretera militar, además de instalaciones de telecomunicaciones y de almacenamiento de combustibles dispersas por la isla, estas en buena parte hoy desactivadas.
Aunque se creó en el contexto de la Segunda Guerra Mundial, su desarrollo e importancia están vinculados a la influencia de las Azores en el control del Atlántico, así como su uso se refiere al interés de Estados Unidos en el escenario de redefinición de los predominios político-militares en la posguerra . En este sentido, la utilización de la base permitiría el rápido acceso a Europa, África y Oriente Medio, constituyéndose en un instrumento utilitario en el contexto del enfrentamiento este-oeste protagonizado por la URSS y los Estados Unidos durante la llamada Guerra Fría.
Además de la Fuerza Aérea Portuguesa, esta base también es utilizado por la Fuerza Aérea de los Estados Unidos, que tiene un acuerdo con Portugal desde 1945 y se mantiene hasta el día de hoy. Ambos países son miembros fundadores de la OTAN.

## Historia

### El Aeródromo de la Achada
Durante la primera mitad del siglo XX el incremento de las travesías aéreas del Atlántico implicó la necesidad de bases de asistencia a las aeronaves. En 1928 el teniente coronel Salvador Alberto du Courtills Cifka Duarte, entonces inspector de Aeronáutica, fue nombrado para estudiar la posibilidad de construir un aeropuerto en una de las islas del archipiélago de las Azores, y éste emitió el dictamen de que el mismo debía ser implantado en la región isla Terceira, en la Achada, zona planaltica entre Angra do Heroísmo y los Lajes. De ese modo, por diligencias de la Junta General del Distrito Autónomo de Angra do Heroísmo, entonces presidida por el médico Manuel de Sousa Meneses, fue construido el Aeródromo de la Achada. El lugar elegido era junto a la carretera militar, y la pista era de tierra batida, con 600 metros de largo por 70 de ancho, en una vasta área de pastizales. La inauguración ocurrió el 4 de octubre de 1930, teniendo un biplano Avro 504 K, dotado con un motor "Guome-Rhone" de 110 cv, alzado vuelo bajo las miradas de cientos de espectadores. La aeronave, bautizada como "Açor", era pilotada por el capitán piloto aviador Frederico Coelho de Melo.

### La base de Los Lajes
Otro estudio de 1928, de autoría del entonces coronel Eduardo Gomes da Silva, promovido por determinación del gobierno militar del archipiélago, destacaba la importancia de la planicie en los Lajes, también en la isla de Terceira. En función del mismo, en 1934 el Servicio de Ingeniería Militar inició la construcción de una pista de tierra compactada en la llanura de los Lajes, bajo la supervisión del capitán ingeniero João Magro Romão. 
Con el estallido de la Segunda Guerra Mundial, alrededor de 1940 el miedo a un aterrizaje de la Alemania nazi en el archipiélago, en violación de la neutralidad portuguesa, ha destacado la importancia de la implementación de una estructura de gran aeropuerto en las Azores, no solo por la soberanía de defensa país, pero principalmente como punto de apoyo para las fuerzas aliadas, en particular, Gran Bretaña y Estados Unidos. Para disuadir a los planes de ocupación, el Gobierno de Portugal envió fuerte contingente militar a las islas, que incluían las unidades del Ejército de la Fuerza Aérea Militar portugueses que se establecieron en diversas bases en el archipiélago.
La implantación de una pista de aviación de mayor porte en Lajes tuvo lugar a partir de 1941, bajo la superintendencia del futuro ministro de la guerra, general Fernando dos Santos Costa, que incumbió al entonces mayor aviador Humberto Delgado del seguimiento del proyecto, y cuya ejecución se quedó a cargo del capitán ingeniero João Magro Romão. Entre 1941 y 1942 fueron construidas una pista de tierra batida, algunas recaudaciones y llegaron algunos aviones Gloster Gladiator, entretanto remitidos para el Aeródromo de la Achada mientras que transcurrían las obras en Los Lajes. Nació así la Base Aérea N.º 5, declarada como capaz para la defensa el 11 de julio de 1941. En 1942 la base recibe las primeras aeronaves de instrucción "Mill's Master" y el Batallón de Cazadores N.º 10, que estaciona en las calles Fontinhas. Llegaron también dos baterías antiaéreas, que se acuartelaron en los Lajes.
En 1943, el gobierno de Gran Bretaña ha solicitado formalmente al Gobierno portugués, en virtud del Tratado de alianza luso-británico, el uso de la Base de Lajes por la Fuerza Aérea Real, que fue concedida por la firma del acuerdo de 17 agosto del mismo año . También se facilitó la operación de otras infraestructuras en el archipiélago, como los puertos de Horta, en la isla de Faial, y de Ponta Delgada, en la isla de San Miguel, además del Aeródromo de Santana, también en San Miguel. De ese modo, el 8 de octubre del mismo año, desembarcó en el puerto de Angra do Heroísmo el primer contingente militar británico, el Grupo 247, una fuerza de 3000 hombres, transportando 20 toneladas de equipo diverso. Este contingente dio inicio, de inmediato, a la construcción de una pista de chapa metálica, con 2000 metros de extensión, inaugurada el 15 de diciembre del mismo año.
Cuando la firma del protocolo luso-británico en agosto de 1943, Estados Unidos también manifestó su pretensión de obtener acceso a las Azores. A pesar de la desconfianza de la caja de Lisboa, las primeras fuerzas estadounidenses también desembarcan en el puerto de Angra, el 9 de enero de 1944, bajo el disfraz del cumplimiento de una misión para apoyar a las tropas británicas. Este efectivo se constituía en 532 técnicos, con la misión de incrementar los trabajos de terraplén, esenciales para la ampliación del aeródromo. Es a las United States Armed Forces que se debe la actual configuración del Aeropuerto de Lajes, con cinco pistas, la más extensa de las cuales con casi 4000 metros de extensión.

### Del fin del conflicto a nuestros días
Con el fin del conflicto (1945), las tropas británicas se retiran al 2 de junio de 1946, fecha que coincide con el regreso de la custodia portugués y traslado a la Base de Lajes N.º 4, antes de que el aeródromo Santana en San Miguel, de acuerdo con Portaria publicada en el Diario del Gobierno del 27 del mismo mes. En el mismo período se confirma la presencia norteamericana en los Lajes, tras la retirada del aeropuerto de Santa María.
A partir de entonces el aeródromo conoce una serie de mejoras, siendo la estructura de la Base reorganizada. El tráfico de aviones aumenta, con destaque para los Boeing B-17, los Douglas C-54, los Albatros SA-16, los Dakota C-17 y los helicópteros Sikorsky SH-19. Entre las funciones de la Base se destacan las de Búsqueda y Salvamento, reconocimiento meteorológico, transporte aéreo, y formación de pilotos y navegadores para aviones plurimotores.
Hasta la revolución de los claveles (1974) la importancia estratégica de Lajes justificó la integración en la Organización del Tratado del Atlántico Norte (1949), así como la tolerancia de Washington contra el régimen político autocrático de Lisboa y la guerra colonial portuguesa. Después de la revolución, la presencia garantizada en Lajes elevó la contribución de Estados Unidos a la re-equipamiento de las Fuerzas Armadas portuguesas.
En 1978 la BA4 fue integrada en el Comando Aéreo de las Azores, siendo atribuidas las misiones de Búsqueda y Salvamento, Transporte Táctico, y el Patrullaje Marítimo en el área del archipiélago. Además, sus unidades aéreas desempeñan un papel preponderante en el apoyo a las poblaciones y autoridades civiles locales, en particular a través de las evacuaciones sanitarias y del transporte inter-islas.
En 1979, después de cinco años de negociaciones, la renegociación del acuerdo de cesión de las infraestructuras militares a Estados Unidos en la base de Los Lajes estableció el cambio de facilidades militares por compensaciones materiales: 140 millones de dólares por un período de cuatro años, con 80 millones de dólares a la Región Autónoma de las Azores, pagadas en prestaciones de 20 millones en octubre de cada año. Esta compensación financiera ajustada entre los dos países fue la principal contribución de los recursos de la Comunidad Autónoma a la entrada de fondos de la UE, que surge de la adhesión de Portugal a la Unión Europea por un tratado en 1986. Los recursos financiados por el de los Estados Unidos por lo tanto una parte importante del plan de infraestructuras de la administración autonómica, en particular la creación de una red regional de puertos y aeropuertos, la expansión de sistemas de abastecimiento de agua y de saneamiento básico, el ensayo de la geotermia y la construcción de escuelas y hospitales.
El acuerdo fue renegociado en 1985, pero esta vez, aunque más ayudas previstas sustancial en comparación RETROADAPTACIÓN instó sobre las Fuerzas Armadas que en el desarrollo de las islas.
A principios de la década de 1990, con la caída de la antigua Unión Soviética (1991), aumentó el poder de negociación de Estados Unidos, que pasaron a cuestionar la lógica de las contrapartidas, considerándola contraria al espíritu de cooperación entre socios de la OTAN. Al mismo tiempo, la entrada de Portugal en la Unión Europea y el acceso simultáneo a los fondos de la UE, reducen la necesidad de una contribución portuguesa de los Estados Unidos, cada vez más la devaluación de la Base de Lajes, en términos financieros.
En 2003 la base fue escenario de la cumbre Bush-Aznar-Blair, en la que Barroso fue el anfitrión.
El 21 de julio de 2006 fue hecha miembro-honorario de la Orden del Infante D. Henrique.
En 2012, ante las especulaciones en la comunicación social sobre el fin de la presencia norteamericana en Los Lajes, esta era reafirmada, cuestionándose apenas su volumen, al mismo tiempo que el Gobierno Regional se movilizaba en defensa de los intereses de las Azores.
La base formó parte del dispositivo para recibir los vaivenes espaciales de la NASA en situaciones de emergencia.
El comando portuguesa de la base es responsable de las operaciones del Centro de Búsqueda y Rescate de Coordinación, el Reconocimiento Meteorológico y Transporte Aéreo Militar, a las que se asignan los recursos de transporte aéreo existentes.

## Rescate y salvamiento

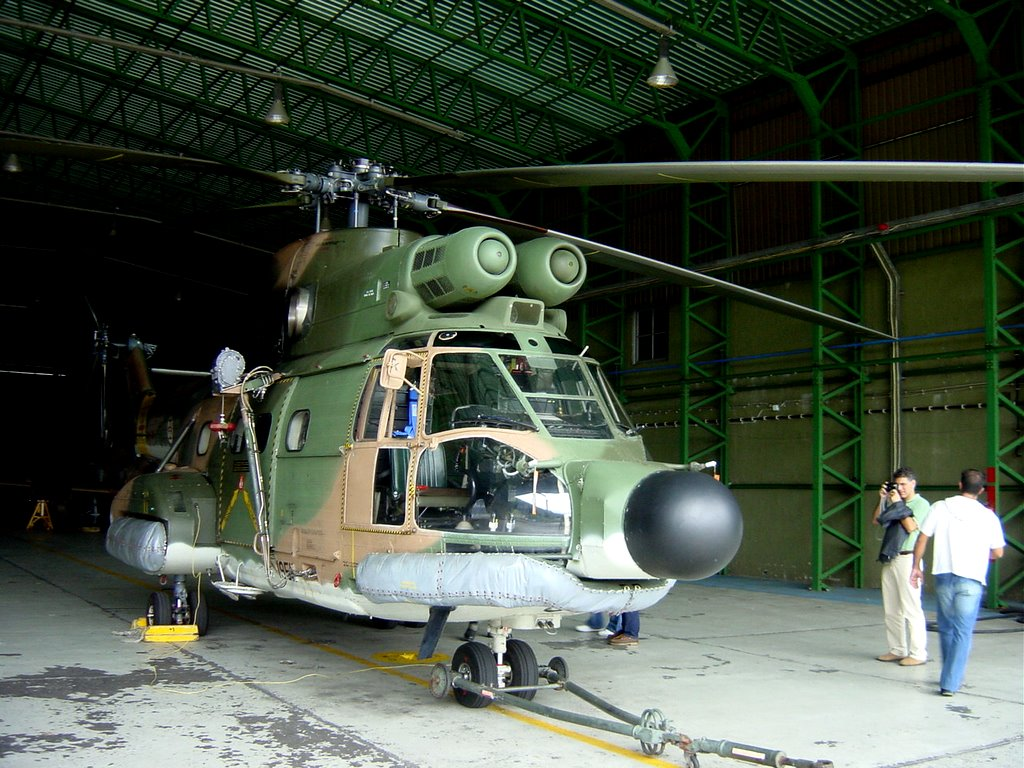
Antiguo SA-330 Puma de la Escuadra 751 'Pumas'.

- Esquadra 502 - 'Elefantes', con las misiones de evacuación médica y transporte general, además de la misión de búsqueda y salvamento. Opera con las aeronaves CASA C-295M.
- Esquadra 751 - 'Pumas' con las misiones de búsqueda y rescate y evacuación médica. Opera las aeronaves AgustaWestland EH101 "Merlin".

La Escuadra 502 y la Escuadra 751 tienen sobre esta base un destacamento permanente, de una aeronave, en el caso de las 502 y dos aeronaves, en el caso de la 751.
La Escuadra 711 fue hecha miembro-Honorario de la Orden del Infante Don Enrique el 1 de junio de 2000.